# ألان موريس (سياسي)
ألان موريس (بالإنجليزية: Allan Morris)‏ هو مبرمج وسياسي أسترالي، ولد في 26 يوليو 1940 في أستراليا. حزبياً، نشط في حزب العمال الأسترالي. وقد انتخب عضو مجلس النواب الأسترالي عن دائرة Division of Newcastle ‏ (5 مارس 1983 – 8 أكتوبر 2001).